# دانیل آده
دانیل آده (انگلیسی: Daniel Adade؛ زادهٔ ۴ آوریل ۱۹۹۵) بازیکن فوتبال اهل غنا است که در پست مهاجم برای باشگاه بنفیکا ماکائو در لیگ دسته اول بازی می‌کند.